# Верослава Малешевић
Верослава Малешевић (Београд, 5. октобар 1960 — Костолац, 24. август 2022) била је српска књижевница. 
Основно и средње образовање и Машински факултет завршила је у Београду. Потом се, као инжењер,  запослала у Термоелектрани Костолац, у којој је провела цео радни век. У Костолцу је засновала породицу са Жељком Малешевићем, изродивши две кћери, Ану и Весну, и сина Вељка. Била је веома активна у културним дешавањима овога града – играла у аматерским представама, од оснивања била члан Клуба љубитеља књиге „Мајдан“ и члан редакције часописа „Мајдан“. Писала је игроказе, режирала краће представе и учествовала у њима, којe су извођенe на познатим манифестацијама „Костолачка жишка“ и „Орфеј на Дунаву“.
Писала је поезију, прозу и афоризме. Објављивала је у листовима и часописима: Стиг, Кровови, Мајдан, Стремљења, Књижевним новинама и другим. Песме су јој превођене на стране језике, заступљена је у бројним изборима и антологијама домаће и стране поезије.
Била је члан Удружења књижевника Србије.

## Дела

### Романи
- Трагачи, Мајдан, Костолац, 2009;
- Опет у тегли, Чигоја штампа, Београд, 2011;
- Анни, ауторско издање, Костолац, 2013;

### Приповетке
- Кликери и друге приче, УКС и Библиотека „Србољуб Митић“, Мало Црниће, 2016;

### Поезија
- Потрага за коначиштем, УКС, Београд,  2015;
- Име ти остављам, Свитак, Пожега, 2018;